# Payday: The Heist
Payday: The Heist é um jogo eletrônico cooperativo em primeira pessoa desenvolvido pela Overkill Software e publicado pela Daybreak Game Company. O jogo foi lançado no dia 18 de outubro de 2011 para PlayStation 3 na América do Norte, dois dias depois, o jogo foi lançado para o Microsoft Windows via Steam nos Estados Unidos e no Reino Unido. Já no dia 2 de novembro de 2011, ele foi lançado na Europa. O jogo funciona pelo motor do jogo Diesel e contém sete missões diferentes (incluindo o conteúdo gratuito para download lançado em 25 de julho de 2012), com cada missão contendo elementos aleatórios que alteram a jogabilidade de maneiras sutis, com o objetivo de melhorar o fator replay. No dia 7 de agosto de 2012, a expansão de conteúdo Wolf Pack foi lançada para PlayStation 3 e PC. O conteúdo acrescentou dois assaltos, armas adicionais, capacidade de nível aumentada e uma árvore de habilidades para os jogadores.

## Gameplay
Em Payday: The Heist, os jogadores usam uma variedade de armas de fogo para completar os objetivos (geralmente focados em roubar um determinado objeto, pessoa ou uma quantia específica de dinheiro). O jogo eletrônico usa uma perspectiva de tiro em primeira pessoa, mas oferece algumas reviravoltas na fórmula FPS padrão, já que caso o praticante mate um civil, ele é punido. Também há a opção dos jogadores fazerem um número limitado de reféns, onde caso um dos desportista seja preso (após receber dano suficiente e não ter sido "revivido" a tempo) durante o assalto, um de seus colegas de equipe poderá libertar um refém, permitindo que ocorra uma troca que permita que um único jogador seja libertado. Enquanto estiver jogando os níveis, os jogadores perceberão muitas variações em um único nível, pois geralmente há um grande número de eventos aleatórios programados o que gera uma maior rejogabilidade. Um exemplo disso é a localização do gerente do banco no First World Bank.

O jogo se concentra em quatro assaltantes (Dallas, Hoxton, Chains e Wolf) que se unem para fazer seu primeiro roubo que acontece no First World Bank onde os jogadores entraram em um cofre usando um explosivo escondido no interior de uma fotocopiadora e com isso roubam uma grande quantia de dinheiro. Uma mensagem pós-jogo parabeniza o grupo, dizendo-lhes que eles estão "prontos para a vida", mas recomenda mais assaltos, incluindo roubar drogados em um complexo de apartamentos abandonado e emboscar um transporte de prisioneiros sob forte chuva, simplesmente pelo prazer da diversão.

## Recepção
Payday: The Heist recebeu avaliações medianas em seu lançamento. Outro fato interessante é que desde outubro de 2012, o jogo eletrônico vendeu mais de 700.000 cópias. Já a partir de 1 de novembro de 2014, o jogo em conjunto com sua sequência, Payday 2, venderam mais de 9 milhões de unidades.

## Sequência
No dia 1 de fevereiro de 2013, a Overkill Software anunciou uma sequência para Payday: The Heist intitulada Payday 2. O jogo foi lançado no dia 13 de agosto de 2013, via Steam para PC, e nos dias 13 e 16 de agosto para, respectivamente, PlayStation 3 e Xbox 360.